# Backstage (revista)
Back Stage é uma marca da indústria do entretenimento destinado a pessoas que trabalham no cinema e as artes do espetáculo, com um foco especial em elenco, oportunidades de trabalho, e aconselhamento de carreira. E faz parte da Prometheus Global Media.